# Lone Aagesen
Lone Aagesen (1967) es una botánica danesa.
Trabajó en el Instituto Botánico de Gothersgade, en la Universidad de Copenhague desde donde se trasladó a Argentina, al Instituto de Botánica Darwinion, San Isidro.

## Algunas publicaciones
- a.m. Cialdella, l.m. Giussani, lone Aagesen, f.o. Zuloaga, o. Morrone. 2003. A Phylogeny of Piptochaetium (Poaceae: Pooideae: Stipeae) and Related Genera Based on a Combined Analysis Including Trnl-f, Rpl16, and Morphology. Systematic Botany 28, ene 2003

- lone Aagesen, m. Manso. 2003. The Phylogeny of the Alstroemeriaceae, Based on Morphology, rps16 Intron, and rbcL Sequence Data. Systematic Botany 28, ene 2003

- -------------------. 2001. Three Contributions Using DNA Sequence Data in Phylogenetic Analyses at Lower Taxonomic Levels. Editor Botanisk Institut, Det naturvidenskabelige Fakultet, Københavns Universitet, 136 pp.

- r.d. Tortosa, lone Aagesen, g.m. Tourn. 1996. Morphological studies in the tribe Colletieae (Rhamnaceae): analysis of architecture and inflorescences. Bot. J. of the Linnean Soc. 122 ( 4, dic 1996): 353-367

- La abreviatura «Aagesen» se emplea para indicar a Lone Aagesen como autoridad en la descripción y clasificación científica de los vegetales.[1]